# Синкретизм (культура)
Синкрети́зм (Синкретичність; первісна нерозчленованість) у мистецтві — відсутність поділу на види (поезію, музику, танець, живопис), жанри (наприклад, не має розподілу мелодій на пісні, танцювальні, марші тощо), роди (епос, драма, лірика). Іншими словами — жанро-родо-видова аморфність.